# Михаил Мавроидис
Свети Михаило Мавроидис је православни новомученик и светитељ, који је живео и пострадао 1493. године у Адријанопољу у Тракији.
Православна црква помиње светог Михајла 17. фебруара.
Михаило је био је један од истакнутих и богатих становника Адријанопоља у Тракији. Оклеветали су га фанатични Турци градском магистрату да је презирао име њиховог бога Алаха. Први пут је био ослобођен оптужби. Међутим, клеветници су запретили судији да ће га пријавити султану. Из страха, судија је наредио да се Михаило затвори у тамницу. Тамо су га мучили не би ли га натерали да се одрекне хришћанства и прими ислам, али је он остао непоколебљив. Најзад је посечен 17. фебруара, крајем 15. века (у једном извору се помиње 1490. година), а његово тело је спаљено.
Помиње се као заштитник посластичара, због његовог занимања као пекар и другде пекара.